# Gazbia Sirry
Gazbia Sirry (arabisch جاذبية سري, DMG Ǧāḏibiyya Sirrī; * 11. Oktober 1925; † 10. November 2021) war eine ägyptische Malerin.
Sirry nahm 1952, 1956, 1958 und 1984 an der Biennale von Venedig teil.

## Leben und Werk
Geboren in Kairo, studierte Gazbia Sirry ab 1950 an der Hochschule für Kunstpädagogik für Lehrerinnen (heute bekannt als Fakultät für Kunstpädagogik an der Helwan-Universität) Bildende Kunst.Später wurde sie dort Professorin und auch an der American University in Cairo (AUC). Sie hatte über 50 Einzelausstellungen, ihre Werke wurden von internationalen Museen erworben, sie erhielt internationale Preise, Stipendien und Lehraufträge an Universitäten. Die Gemälde von Sirry fangen die Beziehung zwischen sozialer Reform, feministischem Bewusstsein und Frauenförderung ein.
Ihre frühen Werke waren von Frauenbildern in unverkennbaren Machtposen geprägt, in denen sie Rollen in der Öffentlichkeit und im Privaten ausführten und die Einheit der Frauen feierten. Ende der fünfziger Jahre machte Sirry stilistische und thematische Veränderungen durch, die die düstere Stimmung widerspiegelten, die durch die Unzufriedenheit mit der Unterdrückung der Dissidenten und der Einschränkung politischer Freiheiten im ganzen Land entstanden war. Ihre Kunst wurde zunehmend abstrakter: In den 1960er Jahren wurde dieser Wandel deutlich. Während ihres Stipendiums an der Huntington Hartford Foundation in Pacific Palisades, Kalifornien, 1965, wurde sie mit dem abstrakten Expressionismus bekannt gemacht; in Interviews schrieb Sirry dieser Zeit in ihrem Leben eine „tiefgreifende Wirkung auf ihre künstlerische Praxis“ zu. Ihr Übergang zur Abstraktion wurde  von einigen Wissenschaftlern mit politischer Unruhe und insbesondere dem Sechstagekrieg von 1967 in Verbindung gebracht. Die vollständige Abstraktion wurde Anfang der 1970er Jahre durch das Wiederauftauchen menschlicher Formen ersetzt, doch die dunklen Gemälde repräsentieren Sirrys Ängste bezüglich des Schicksals der Frauenemanzipation. Die dominierenden leuchtenden Farben und pyramidenförmigen Formen ihrer Gemälde zeigen den nationalen Stolz und die Begeisterung nach dem Ramadan-/Yom-Kippur-Krieg von 1973 im späteren Teil der 1970er Jahre.

### Frühes Leben
Sirry wurde 1925 in eine aristokratische türkische Familie hineingeboren und wurde sowohl von ihrer Mutter als auch von ihrer Großmutter aufgezogen. Als sie vier Jahre alt war, verlor sie ihren Vater, Hassan Sirry Nammy, und ihre Mutter, Esmat El-Daly, übernahm die Verantwortung für ihre Erziehung. Ihre Onkel väterlicherseits trugen dazu bei, dass sie mit Kunst in Berührung kam, indem sie sie ins Theater mitnahmen und ihr die Möglichkeit gaben, die umfangreiche Bibliothek kennenzulernen.
Sirry erlebte den Kampf mit, den ihre Betreuer während ihrer Kindheit in Kairo durchmachten.
Die erste Anregung zu einer höheren Ausbildung erhielt sie von ihrer Mutter, die vorschlug, Sirry solle das Höhere Institut für junge Frauen in Kairo besuchen. Nach fünf Jahren erhielt Sirry 1948 ein Diplom in Bildender Kunst. Eine Reise führte sie nach Paris, wo sie den Maler und Lehrer Marcel Gromaire kennenlernte, von dem sie während ihres ersten postgradualen Studiums viel lernte. Bis 1952 setzte sie ihre Studien an der Ägyptischen Akademie in Rom fort und konzentrierte sich auf Kunstpädagogik. Von 1954 bis 1955 die Slade School of Fine Art in London, wo sie Malerei und Lithografie studierte.
Nach Abschluss ihrer Studien kehrte sie nach Kairo zurück, wo sie etwa zwanzig Jahre lang unterrichtete. Dieser Bildungsweg gab ihr Einblick nicht nur in die Kunstwelt, sondern auch in die politischen und sozialen Themen ihrer Zeit, die sie später in ihrer Kunst kommentieren würde.

### Künstlerische Karriere
Die Karriere von Gazbia Sirry als Künstlerin kann grob in drei verschiedene Phasen eingeteilt werden.
Ihre frühen Gemälde der 1930er und 1940er Jahre zeichnen sich durch Darstellungen kraftvoller weiblicher Figuren aus verschiedenen sozialen Klassen aus. In diesen Werken betont sie die Rolle verschiedener, mächtiger Frauen in Ägypten sowie ihre Bedeutung für die Definition einer neuen ägyptischen Republik. In dieser Phase ihres Schaffens nutzte Sirry starke schwarze Konturen, um Figuren auf einer Fläche hervorzuheben – eine Eigenschaft, die ihre frühen Gemälde prägte – sowie ihre lebendige Farbpalette, die bis zu ihrem Tod in ihrem Werk präsent war.
In den 1950er und 1960er Jahren begann Sirry, weniger figürliche und stattdessen abstrakte und expressionistische Gemälde zu schaffen, aufgrund eines wachsenden Interesses an nicht-repräsentativen Formen sowie den inhärenten Eigenschaften von Farbe und Linie. Dieser Übergang wird größtenteils ihrer zunehmenden Enttäuschung über die ägyptische Regierung unter der Präsidentschaft von Nasser zugeschrieben, nachdem Sirry und ihr Ehemann 1959 wegen angeblicher kommunistischer Aktivitäten inhaftiert wurden. In dieser zweiten Phase arbeitete sie weiterhin mit kräftigen Farben, doch der Einsatz von Linien wurde weicher und abstrakter, was die persönlichen und kulturellen Konflikte innerhalb von Sirry und Ägypten zu dieser Zeit repräsentiert.
Sechs Jahre nach ihrer Inhaftierung erhielt Sirry 1965 ein Stipendium für einen Aufenthalt an der Huntington Hartford Foundation  in Pacific Palisades, einer Künstlerkolonie in den Santa Monica Mountains. Dort wurde sie mit dem abstrakten Expressionismus bekannt, der die dritte Entwicklungsstufe ihrer künstlerischen Praxis beeinflusste. Bis 1967 enthielten ihre Werke keine figürlichen Darstellungen mehr, stattdessen konzentrierte sie sich darauf, ihre Entdeckung abstrakter Linien und Farben voranzutreiben.
Die gesamte Karriere Sirrys wurde als „komplexes politisches Projekt“ beschrieben, da ihre Werke ihre Erfahrungen unter den politischen Unruhen in Ägypten widerspiegeln und darauf reagieren. Im Jahr 2014 beschrieb Shems Friedlander, Professor für Journalismus und Massenkommunikation und Leiter einer Fotogalerie, Sirry als „eine renommierte ägyptische Künstlerin, die international anerkannt ist. Ihr Wert für die Universität und Ägypten liegt sowohl in ihrer Rolle als Künstlerin als auch als Historikerin der ägyptischen Kultur seit über 60 Jahren. Sie hat sowohl an den Trends der ägyptischen Kunst teilgenommen als auch diese mehrere Jahrzehnte lang angeführt“.

## Internationale Anerkennung
Sirry erhielt mehrere renommierte Auszeichnungen und Preise, darunter:
- 1952: Prix de Rome[13]
- Ehrenpreis, Biennale von Venedig, 1956
- Ehrenpreis für kreative Malerei, Kairo, 1957
- Zweiter Preis (Lithografie) Alexandria Biennale, 1959
- Erster Preis (Malerei) Alexandria Biennale, 1963
- Erster Preis, Salon du Caire, 1960
- Vierter großer Preis für zeitgenössische Kunst, Monaco, 1968
- Staatspreis und Orden der Wissenschaften und Künste erster Klasse, 1970
- Preis der Kairoer Oper für das Design eines Wandteppichs, 1990
- Staatsverdienstpreis, 2000

## Sammlungen
Sirrys Werke wurden von folgenden Institutionen gesammelt:
- Ägyptisches Museum für moderne Kunst, Kairo
- Museum für moderne Kunst in Alexandria
- Marine Museum in Alexandria
- Die ägyptische Nationalbank in Kairo
- Das Ministerium für Ausländer und ägyptische Botschaften im Ausland
- Kunst- und Wissenschaftsmuseum in Evansville, Indiana, USA
- Vincent Price Art Collection in Los Angeles, USA
- Fakultäten für Bildende Kunst und Kunstpädagogik in Kairo, Alexandria und Menia
- National Living Arts Centre, Tunis
- Der große Konferenzsaal im Opernhaus Kairo
- National Museum of Women in the Arts, Washington D. C.
- Institut du monde arabe, Paris
- Museum für Kunst und Wissenschaften in Evansville, Indiana, USA
- Amerikanische Universität in Kairo
- Große Kairo Bibliothek
- Mubarak Public Library in Giza
- Der Oberste Rat für Kultur, Kairo
- Press Syndicate, Kairo